# Zuid-Hollandsche Bierbrouwerij

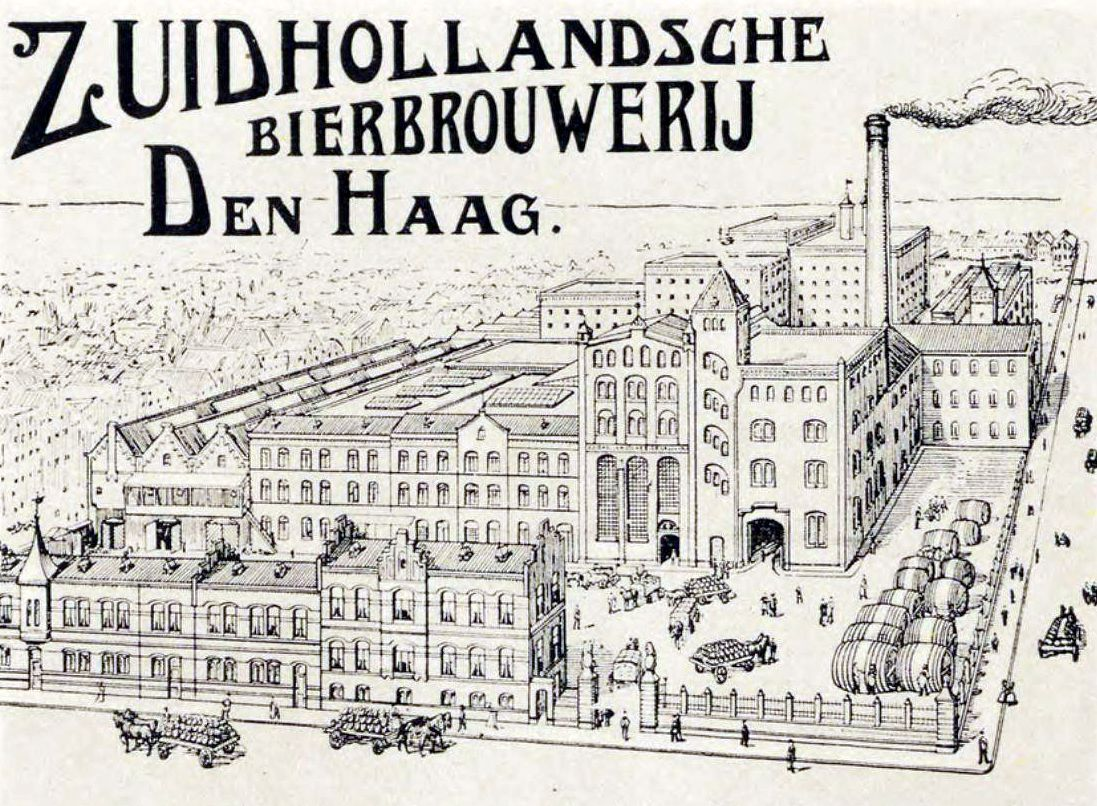
Zuid-Hollandsche Bierbrouwerij, 1920.

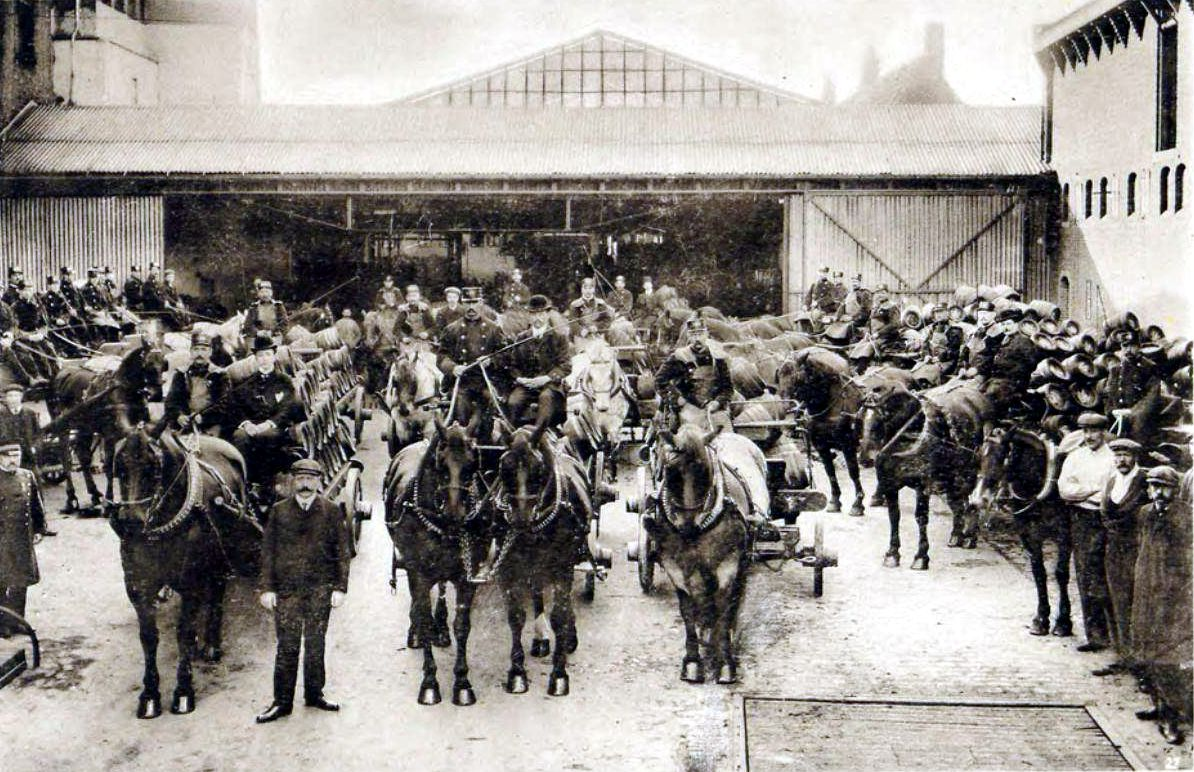
Zuid-Hollandsche Bierbrouwerij, 1920.

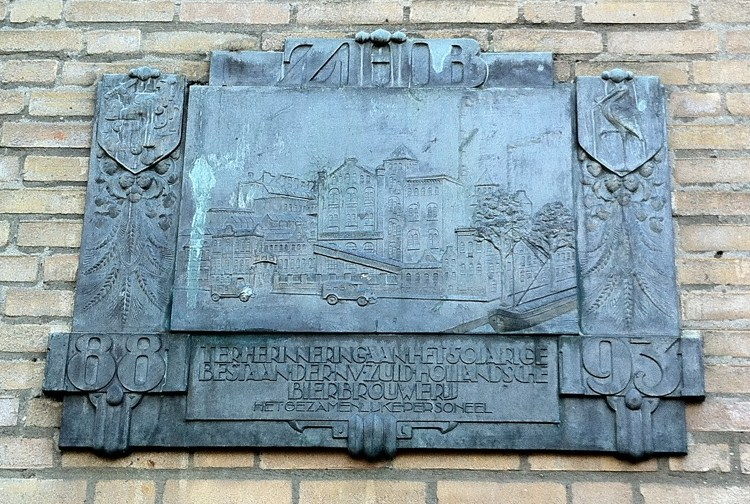
Koperen jubileumbord, aangeboden door het personeel, te zien op een gevel in ZHB-hoven

ZHB was de verzamelmerknaam voor verschillende biersoorten van de Haagse Zuid-Hollandsche Bierbrouwerij. Meest bekend was ZHB om haar pils. Deze binnenstadsbrouwerij bestond van 1881 tot 1974.
Sinds voorjaar 2018 wordt er weer bier geproduceerd onder de naam ZHB. Brouwerij De Arn uit Rijswijk heeft hier van de merknaameigenaar United Dutch Breweries toestemming voor gekregen.

## Geschiedenis
De Zuid-Hollandsche Bierbrouwerij was gebouwd op een groot terrein op de hoek van de Noordwal en Bij de Westermolens en werd in 1881 in dienst gesteld. De oprichter was Louis Kirchmann (1845–1899) uit Deventer, zijn familie kwam uit Duitsland. Hij kocht een stuk land aan de rand van de stad, liet er de brouwerij bouwen, maar ook een kuiperij voor het maken van vaten en een ijsfabriek om het bier koel te houden. Zijn handelswaar kon vanaf de Noordwal per schip vervoerd worden.
In 1894 verleende Koningin-Regentes Emma aan de brouwerij de status van Hofleverancier.
Na vijfentwintig jaar had het bedrijf 250 man in dienst. Het werd de grootste brouwerij van Den Haag die een complex in bezit had dat tot de huidige Noordstraat en de Sirtemastraat liep. De fabriek werd uitgebreid en er kwam een nieuwe schoorsteen met een hoogte van 55 meter. In 1914 begon de ZHB bier te exporteren, uiteindelijk naar 83 verschillende landen.
De brouwerij bezat een groot aantal hotels en cafés in het land. Dit was een doelbewuste keuze die door een statutenwijzigingen van de NV in 1892 in gang werd gezet. Hiermee was men verzekerd van een vaste afzet. In Den Haag bezat men onder meer The House of Lords, Hotel Seinpost, De Nieuwe Doelen, het Zuid-Hollandsche Koffiehuis, honderden cafés en Grand Hotel Central waar het 75-jarig bestaan van de brouwerij werd gevierd. Ook in Amsterdam beschikte de brouwerij over een aantal cafés, waaronder Lokaal 't Loosje aan de Nieuwmarkt. Daar is een groot tegeltableau in de muur gemetseld met een geschilderd overzicht van de brouwerij.

### Brand
De brandweer had haar bezorgdheid geuit over al die brandbare goederen, en Kirchmann Jr, de zoon van de oprichter, liet een alarminstallatie aanbrengen en kocht brandslangen. Op 8 juli 1922 ontstond er een brand op een pakzolder, de schade bedroeg 100.000 gulden, maar er waren geen doden.
Op 22 november 1929 braken er, kort na elkaar, twee branden uit. De eerste brand was in het hoofdgebouw aan de Noordwal en kon snel geblust worden. De tweede brand was op de zolderverdieping van de nog niet in gebruik genomen nieuwe vleugel aan de erachter gelegen Sirtemastraat. De schade viel mee en de fabriek hoefde niet stilgelegd te worden. Oorzaak van de branden bleek een brandende peuk en kortsluiting geweest te zijn.

### Reclame
Twee personages, Wout en Mout genaamd, speelden in de reclamecampagnes van ZHB een grote rol. Een bekende Haagse grap over het bier was de variatie "ZiekenHuisBier" op de letters ZHB. In 1960 fuseerde ZHB met het Rotterdamse Oranjeboom-concern en ging ZHB verder met het brouwen van pils onder de naam Skol. Piet Bambergen maakte voor Skol reclame. In 1974 is de brouwerij gesloten en werden de fabriek en alle terreinen ernaast gesloopt.
Er verrees een groot woningencomplex met de naam ZHB-hoven. Op de nieuwbouw is in 1981 in de Noordstraat het koperen tableau dat in 1931 door het ZHB-personeel aan de directie – in dankbaarheid – aangeboden was, teruggeplaatst.